# Падар (Индонезия)
Падар, также известный как Пада (англ. Padar) ― небольшой остров, расположенный между островами Комодо и Ринча в составе архипелага Комодо, который является частью округа Западный Манггарай провинции Восточная Нуса-Тенгара, Индонезия. Это третий по величине остров в национальном парке Комодо.
Архипелаг Комодо знаменит своими комодскими варанами, гигантскими ящерицами, которые могут достигать 3 метров (9,8 футов) в длину. В то время как соседние острова Комодо и Ринча являются домом для этих легендарных ящериц, комодские вараны на Падаре когда-то считались вымершими. Однако в 2004 году Агентство по выживанию Комодо сообщило о наблюдениях по меньшей мере 12 особей, включая детеныша, что указывает на возможное возрождение драконов на Падаре. 
Рельеф острова пересечен крутыми вулканическими горами и холмами, окруженными глубокими заливами. В Падаре сухой климат, а растительность состоит в основном из кустарников и лугов, что создает ландшафт, похожий на саванну. На острове есть четыре глубоких залива с пляжами разного цвета; большинство из них с белым песком, а некоторые с серым и розовым. Воды вокруг Падара также известны несколькими популярными местами для подводного плавания с аквалангом и маской.

## Галерея

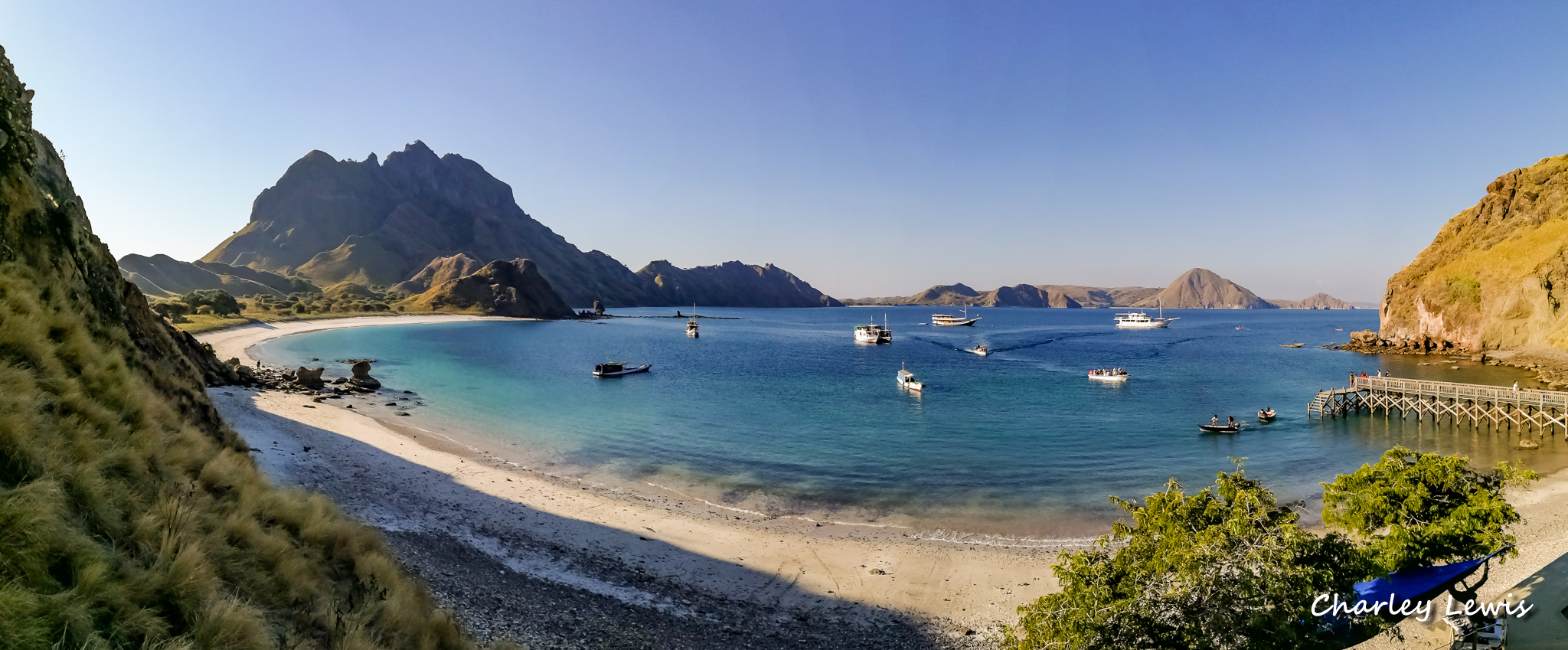
Остров Падар, панорама гавани
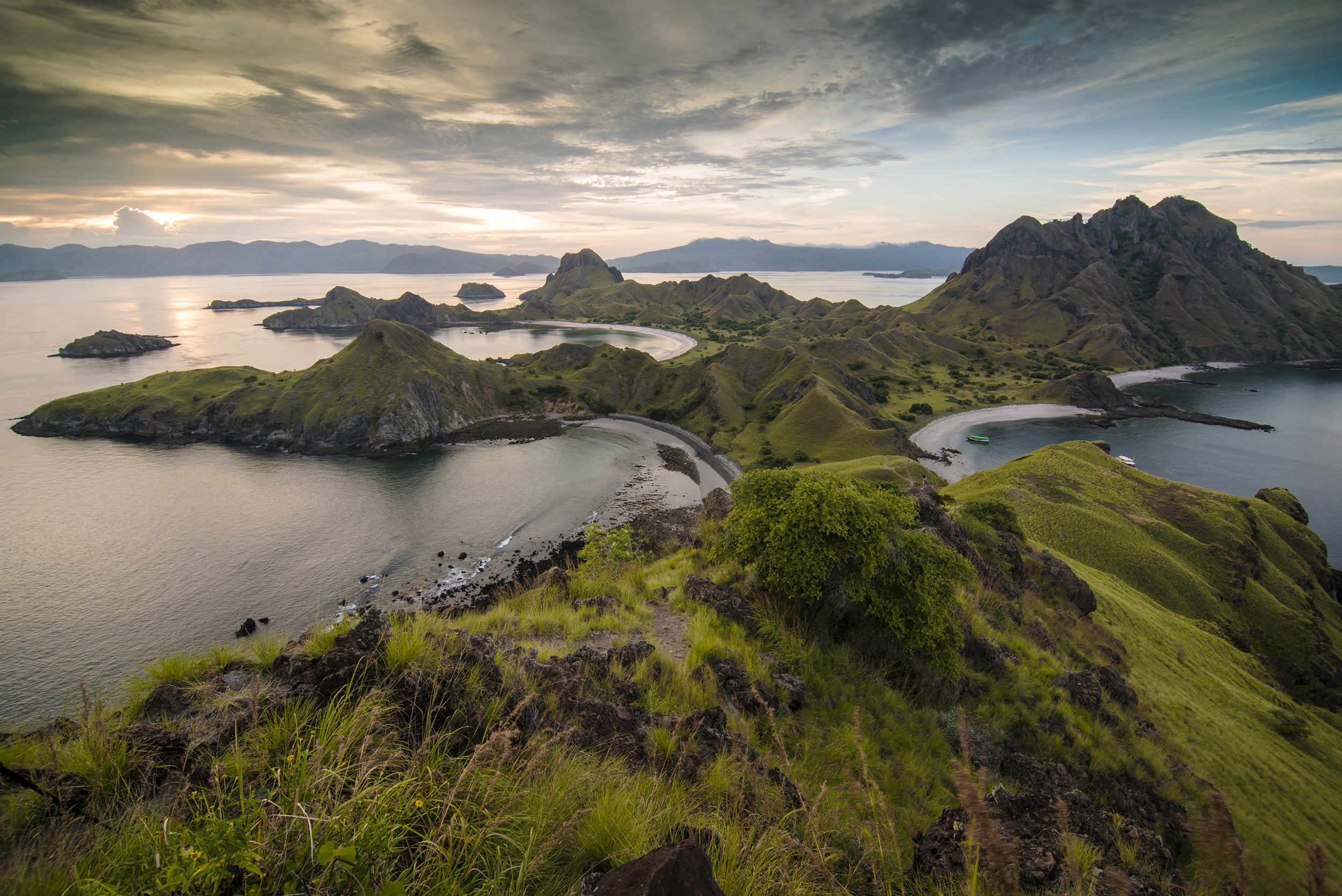
Закат солнца на острове Падар
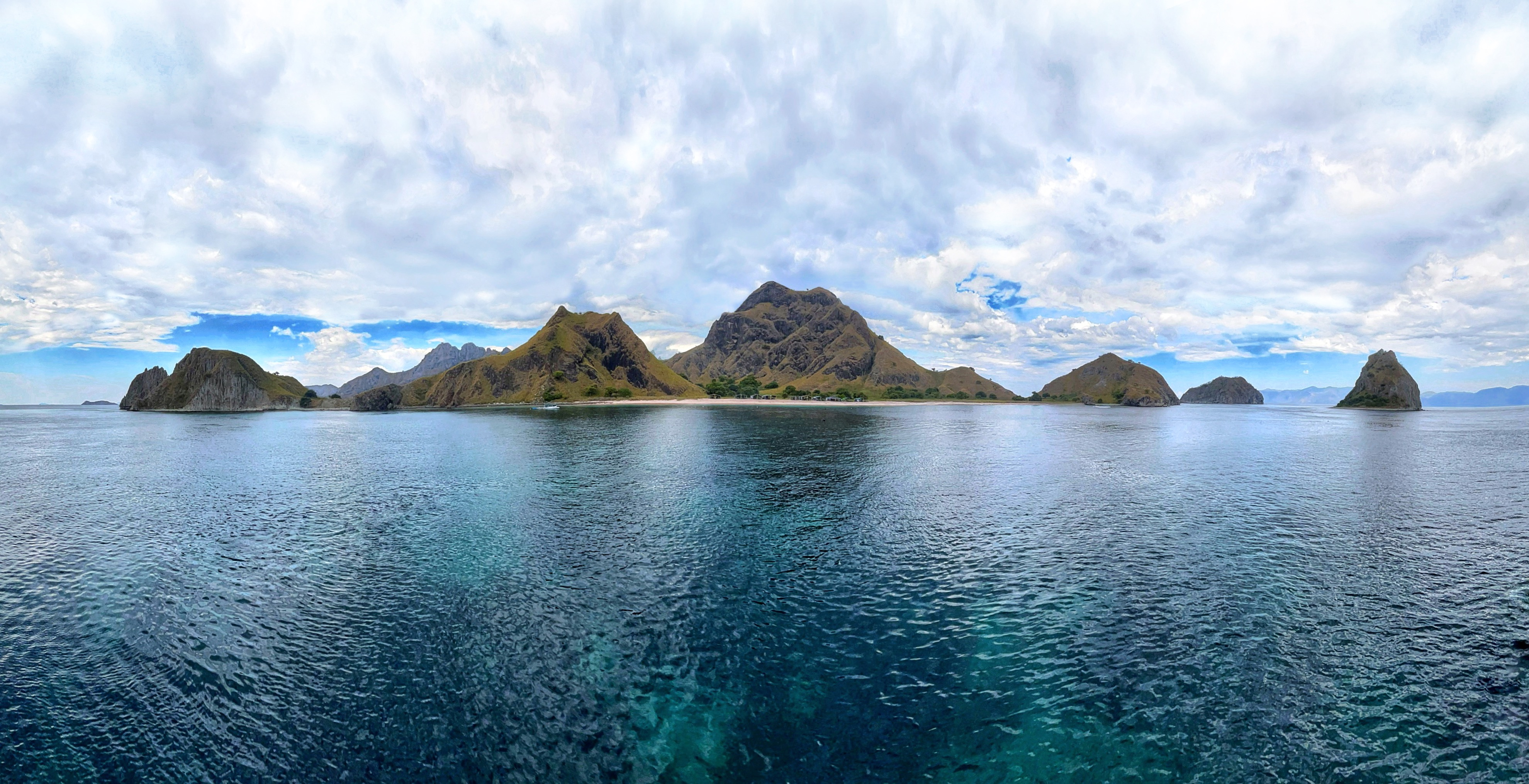
Вид на западное побережье